# 633. pehotni polk (Wehrmacht)
Za druge 633. polke glejte 633. polk.
633. pehotni polk (izvirno nemško Infanterie-Regiment 633) je bil eden izmed pehotnih polkov v sestavi redne nemške kopenske vojske med drugo svetovno vojno.

## Zgodovina
Polk je bil ustanovljen 14. februarja 1940 za Oberrhein iz delov 2. deželnostrelskega in 412. pehotnega polka; polk je bil dodeljen 557. pehotni diviziji.
Zaradi hitrega zaključka francoske kampanje je bil polk 31. avgusta 1940 razpuščen; bataljoni so bili reorganizirani v samostojne Heimatwach bataljone.